# 福原資孝
福原 資孝（ふくはら すけたか）は、戦国時代から江戸時代初期にかけての武将。那須氏の家臣。

## 生涯
大田原資清の次男として誕生。下野福原氏の家督を継いでいた福原資郡の娘を正室に迎え、その養嗣子として福原氏に入り、兄の大関高増、弟の大田原綱清と共に那須氏の実権を握った。永禄6年（1563年）には兄弟と共に謀略によって姉婿の佐久山義隆を殺害した後、佐久山城を攻略し佐久山氏を追い落とした。同年、兄・高増が那須氏を裏切って上那須衆を扇動して、佐竹義重に内通した時は兄に従って離反し、義父・資郡を敵に回している。
永禄9年（1566年）の資郡の死によって完全に福原氏の実権を掌握した。天正13年（1585年）3月の薄葉ヶ原の戦いにおいて戦功を挙げる。同年の12月に兄・高増と不仲となっていた千本資俊・資政父子を謀殺した際には、千本氏の遺領の一部を兄と弟とで分割して横領し、残りを千本義隆に相続させた。また、年不詳ではあるが千本氏庶流の千本道長の養子に三男・資勝を送り込み、家督を相続させている。
天正18年（1590年）の小田原征伐では、小田原に参陣して豊臣秀吉に臣従の意を示したが、これより以前に既に秀吉への謁見を済ませていた大関・大田原両家に対して資孝が秀吉に謁見するのはこの時が初めてであり、所領安堵を受けたものの安堵された石高は2,610石に留まった。同年に家督を嫡男・資広に譲り隠居した。だが、翌年資広が病死したために、次男・資保を当主としてその後見を行っている。慶長5年（1600年）関ヶ原の戦いでは徳川氏に加担して、資保は江戸幕府は後に4,500石余りを領する旗本となった。
慶長15年（1614年）2月26年、死去。